# محمد العربي (مطرب)
محمد العربي  (محمد أفندي عوض العربي) مطرب مصري من مواليد 1898 وهو من رواد الغناء الشعبي في مصر وكان يلقب بسلطان الفن البلدي. والده هو عوض العربي تاجر بالفيوم من أصل عربي. كان محمد العربي الصبي يرتاد المقاهي في صباه واعترض والده على احترافه الفن. توفي عام 1941 عن عمر يناهز 43 سنة.

## بدايته
في إحدى الليالي لم يستطع النوم، فظل حتى الصباح مستيقظاً ومر بمنزلهم صبي يقود جملاً محملاً بالبطيخ، ويغنّي بطريقة تفيض بالشجن والحنان. كان يردد مقطعاً يقول فيه: "يا حلوة ياللي جمالك سباني". فظل يركض وراءه في الحواري، وأقسم منذ تلك الليلة أن يعمل بالغناء، فهجر المنزل، وأخذ يطوف البلاد من شرقها إلى غربها، ومن شمالها إلى جنوبها، بينما والده يطارده، وكلما سنحت له فرصة نهره وأراد أن يبعده عن الغناء دون جدوى. اتجه للقاهرة وهناك ذهب إلى معهد الموسيقى المسمى نادي الموسيقى الشرقية والتقى هناك بكبار الفنانين مثل مصطفى بك رضا (عازف القانون ومؤسس نادي الموسيقى العربية ثم معهد فؤاد الأول للموسيقى ثم معهد الموسيقى العربية في القاهرة)  والملحن درويش الحريري وتعلم على أيديهم أصول الغناء والمقامات.

## مكانته في الغناء
برع في الغناء البلدي الذي عرفته الثقافة الشعبية في مصر في شكل الموال وأنواعه المتعددة، وهو يعبر عن البيئة المحلية و يغلب عليه الصنعة والارتجال. بدأ محمد العربي يغني في الليالي والموالد وكانت فرقته مكونة من حسن حسين على الناي ومحمد أبو الحديد على الارغول وهو يمسك بالإيقاع. افتتح مقهى بميدان العتبة كان يرتاده أساطين السمع في زمانه مثل فريد الأطرش ومحمد عبدالمطلب، كما غنت معه منيرة المهدية، وغنى بعض ألحان سيد درويش. ظهرت بعض مواويله في السينما المصرية مثل فيلم "ليلة ممطرة" للمخرج توجو مزراحي عام 1937. جمع محمد العربى بين أداء الأدوار والطقاطيق بجانب الموال الذى برع فيه، وظهر ذلك جلياً خلال انعقاد المؤتمر الأول للموسيقى العربية سنة 1932. وجاء اختياره مع جوقة المعلم حسن محمد، لأداء ألوان من الغناء البلدي الذي تأثر بالفنون الراقية بالقاهرة، وكذلك الغناء الريفي. وطالما نوّه الموسيقار فريد الأطرش أنه تعلّم الكثير من فن العربي وطريقته في الأداء.
وضع العربي نظاماً صارماً لأفراد فرقته يسيرون عليه، فأحياناً يكون عازف الناي قريباً منه، وأحياناً أخرى يسيرون على إيقاع التصفيق الخاص. أما عندما تكون الفرقة في حضرة الكبار والوجهاء فإنهم يجلسون القرفصاء، بحيث يكون المطرب مواجهاً لحامل الأرغول وبجانبهما الناياتي. كان العربي يعتمد بشكل كبير على مساعده عواد القليوبي، وسجّل مجموعة من الأسطوانات اقترب عددها من المائة. كان أجره عندما بدأ تسجيل الأسطوانات عشرة جنيهات إلى أن تضاعف.

## أهم أغانيه
آهين على سو بختي
اتنين واتنين ياقاضي الغرام
أصل المحبة
الصوت والناي
أمال ياعيني وانا مالي
انا رأيت روحي في بستان
أنا قمت بدر
انا كل ما اجول التوبة يابوي
انا كنت صياد سمك
بستان حبيبي طرح قشطة ومنجه وموز
بكرة السفر
تحب راجل تعيش راجل تموت راجل
تحية الملك فاروق
حبي أتى منزله وحده
حلو يا رمان بلاده  
رقص الهوانم
ريس عديني
سبب بلايا
سبب بلايا
عشر ورقات
عطشان ياصبايا دلوني ع السبيل
على حسب وداد قلبي يابوي
عين الحسود
فجر الربيع ابتسم
قبل أن تماشي الجدع
لولا النبي حبيبي بالحجاز
ملك البلاد يازين
من بعد فرحي بجمعتين
من لا عبارة له
موّالَ يا مصر شايفك
مين زي الفلاحة في غيطها
ها البت ياقلبي
يا أهل مصر افرحوا زغلول عاد بسلام
يابنتي ردي عليّ
ياحادي العيس وانا بلدي
ياحلو ياللي على خدك صحون الأوراد
ياعم دا أنا غريب والغربة كايداني
ياقلبي مالك وهمان
يا لابسين الملابس الملاغيه
يامصر لاتحزني
يامصر يا ام الدنيا حبك في قلبي سكن
ياميت ندامة على اللي حب ولا طالشي
يوم الثلاثاء لما جيت ياسعد مصر

## وصلات خارجية
https://www.youtube.com/watch?v=gZMBjGSkDiM محمد العربي (مطرب)
https://www.youtube.com/watch?v=qjcM5h4Rc_E محمد العربي (مطرب)
https://www.youtube.com/watch?v=mKOGeB-ccXw محمد العربي (مطرب)
https://www.youtube.com/watch?v=AsTLBAkj2cU محمد العربي (مطرب)
https://www.youtube.com/watch?v=LxdwaqZPzK4 محمد العربي (مطرب)
https://www.youtube.com/watch?v=cgueXu0WdCg محمد العربي (مطرب)
https://www.youtube.com/watch?v=GpwjCz6spQM محمد العربي (مطرب)
https://www.youtube.com/watch?v=U0PRN0rUJGs محمد العربي (مطرب)
https://www.youtube.com/watch?v=rhkVXISPkUE محمد العربي (مطرب)
https://www.youtube.com/watch?v=_m5810S6JyA محمد العربي (مطرب)
https://www.youtube.com/watch?v=cs-MgYurUjI محمد العربي (مطرب)
https://www.youtube.com/watch?v=jX5uHzJY2Y8 محمد العربي (مطرب)